# 603 TCN
603 TCN là một năm trong lịch La Mã.